# Obscuritatem Advoco Amplectere Me
Obscuritatem Advoco Amplectere Me è l'album di debutto del gruppo Black metal/Dark ambient svedese Abruptum.

## Il disco
Entrambi i brani inclusi nel disco furono scritti nel 1992 da It. L'album è stato registrato nel 1992 negli Abruptum Studios ed è stato pubblicato nel 1993 dalla Deathlike Silence Productions. Nel 1999, l'album è stato ristampato da Evil su etichetta Blooddawn Productions.
Il disco è costituito unicamente da due lunghe tracce cacofoniche della durata di venticinque minuti circa l'una, che il critico Wolf-Rüdiger Mühlmann di Rock Hard descrisse come "grida registrate durante una tortura auto-inflitta", "imposte dall'abuso di droghe" e da un "intenzionale rifiuto totale della melodia". Prosegue Mühlmann: «Rumori, stati d'animo, puro rumore, rumore nero come la pece, evocativo, abissale e orribile». Euronymous, che pubblicò l'album per la sua etichetta discografica Deathlike Silence, descriveva la "musica" degli Abruptum come "la quintessenza sonora della pura malvagità oscura", e It (Tony Särkkä) riteneva calzante questa definizione, arrivando ad aggiungere che gli "Abruptum non sono una band e non suonano musica". Gli strumenti utilizzati includono principalmente batteria, chitarre, basso, tastiere ed altri vari strumenti musicali, ma quello che colpisce maggiormente sono le urla disumane, in quanto si dice che i membri della band, presumibilmente, si torturassero e ferissero a vicenda mentre registravano in studio, anche se tale ipotesi non è mai stata ufficialmente confermata.

### Copertina
La stampa originale dell'album aveva una copertina completamente nera, senza informazioni e titoli dei brani o nome del gruppo. Le seguenti stampe su etichetta DSP hanno il titolo dell'album sulla copertina, e le immagini dei musicisti sul retro. Quando il disco è stato ripubblicato dalla Blooddawn Productions, è stata aggiunta una nuova copertina con il logo della band.

## Tracce
1. Part I – 25:31
2. Part II – 25:28

## Accoglienza
Secondo Wolf-Rüdiger Mühlmann di Rock Hard, Obscuritatem Advoco Amplectere Me potrebbe essere definito "probabilmente l'uscita più folle e oltraggiosa del black metal dei primi anni novanta" e "l'album più sfacciato nella brevissima ma commovente storia dell'iconica etichetta Deathlike Silence Productions": «Questi due ragazzi, allora molto giovani e traboccanti di autodistruzione, pensavano di fare dannatamente sul serio all'epoca. E lo percepisci ogni secondo». Il critico musicale Piero Scaruffi definisce l'album una sequenza di "estenuanti e contorte improvvisazioni trance-metal".

## Formazione
- It (Tony Särkkä): voce
- Evil (Morgan Steinmeyer Håkansson): strumenti